# Hnabi
Hnabi nebo Nebi (cca 710 – cca 789) byl alamanský vévoda. Byl synem Huochinga a možná vnukem vévody Gotfrida, což by z něj dělalo potomka Agilolfingské dynastie z Bavorska. Byl zakladatelem „starší“ větve Agilolfingů. Kolem roku 724 byl jedním ze zakladatelů Reichenauského kláštera.
Se svou ženou Hereswind měl Hnabi nejméně dvě děti, Ruadberta (Rodbert, Robert), který byl hrabětem v Hegau, a Immu nebo Emmu († cca 785), která se provdala za Gerolda Vintzgauského a byla matkou Erika Furlanského a Hildegardy, manželky Karla Velikého. Ruadbert je zmíněn v St Gallském dokumentu z roku 770. Imma je zmíněna v Lorschském, Fuldském a St Gallském dokumentu mezi lety 779 a 804.
Rodokmen Hildegardy je zaznamenán ve Vita Hiudowici z devátého století od Thegana Trevírského: „vévoda Gotfrid zplodil Huochinga, Huoching zplodil Hnabiho, Hnabi zplodil Emmu, sama Emma nejblaženější královnu Hildegardu“ (Gotfridus dux genuit Huochingusit gen, Nebi genuit Immam, Imma vero Hiltigardem beatissimam reginam). Učenci zpochybňují, že je Huoching synem Gotfrida.